# ستيفيا سكرية
ستيفيا سكرية تسمى أيضًا االقنب المائي أو ببساطة ستيفيا هو نوع من النباتات المزهرة من فصيلة النجمية يحتوي على مواد تحلية [الفرنسية] طبيعية مكثفة. موطنه الأصلي المناطق الاستوائية في أمريكا الجنوبية (باراغواي)، وينمو بريًا في المروج أو سلاسل الجبال، في مناخ شبه جاف، وهو معروف أيضًا باسم ورقة الحلوى أو ورقة السكر.
ستيفيا سكرية هي نبات عشبي معمر ينمو ليصل طوله إلى 30–60 سنتيمتر (12–24 بوصة). يتميز بأوراق طويلة تنمو على طول السيقان وترتب بشكل متقابل. غالبًا ما تُقلم الأزهار لتحسين مذاق الأوراق. موطنه أجزاء من البرازيل وباراغواي، حيث البيئات الرطبة والمناخ الحار.
تُزرع الستيفيا على نطاق واسع للحصول على أوراقها التي تُستخلص منها منتجات التحلية المعروفة عمومًا باسم ستيفيا، والتي تُباع تحت أسماء تجارية متعددة.
من الضروري التمييز بين النبات، الذي يمكن تجفيف أوراقه وتحويلها إلى مسحوق خشن ، والمحليات المشتقة من النبات التي تُستخلص عن طريق النقع في المحاليل الكحولية المائية. ثم تُنقى وتُجفف وتُقدم في مسحوق ناعم.
المركبات الكيميائية التي تمنحها مذاقها الحلو هي مجموعة من غليكوسيدات ستيفيول [الإنجليزية]، خاصة ستيفيوسيد [الإنجليزية] وريبيوديوسيد [الإنجليزية]، التي تفوق السكر في الحلاوة بمقدار 200–300 مرة. تحتوي أوراق ستيفيا على 9.1% ستيفيوسيد و3.8% ريبيوديوسيد أ [الإنجليزية].
تترك المحليات المكثفة إحساسًا حلوًا يدوم لفترة أطول من السكروز. يمكن للبعض أن يترك مرارة طفيفة تشبه عرق السوس، ، خاصة عند التركيزات العالية، ولكن مذاق عرق السوس هذا لا ينتج إلا في ستيفيا بواسطة مركب الريبوديوسيد أ. إن قدرتها العالية على التحلية تثير الاهتمام كبديل للسكر والأسبارتام.

تُستخدم مُحليات ستيفيا المكثفة في الغالب في الشاي والقهوة، حيث تحل محل السكر. ليس لها نفس خصائص السكر أو المحليات الأخرى ولا يمكن أن تحل محلها في معظم وصفات الكعك.

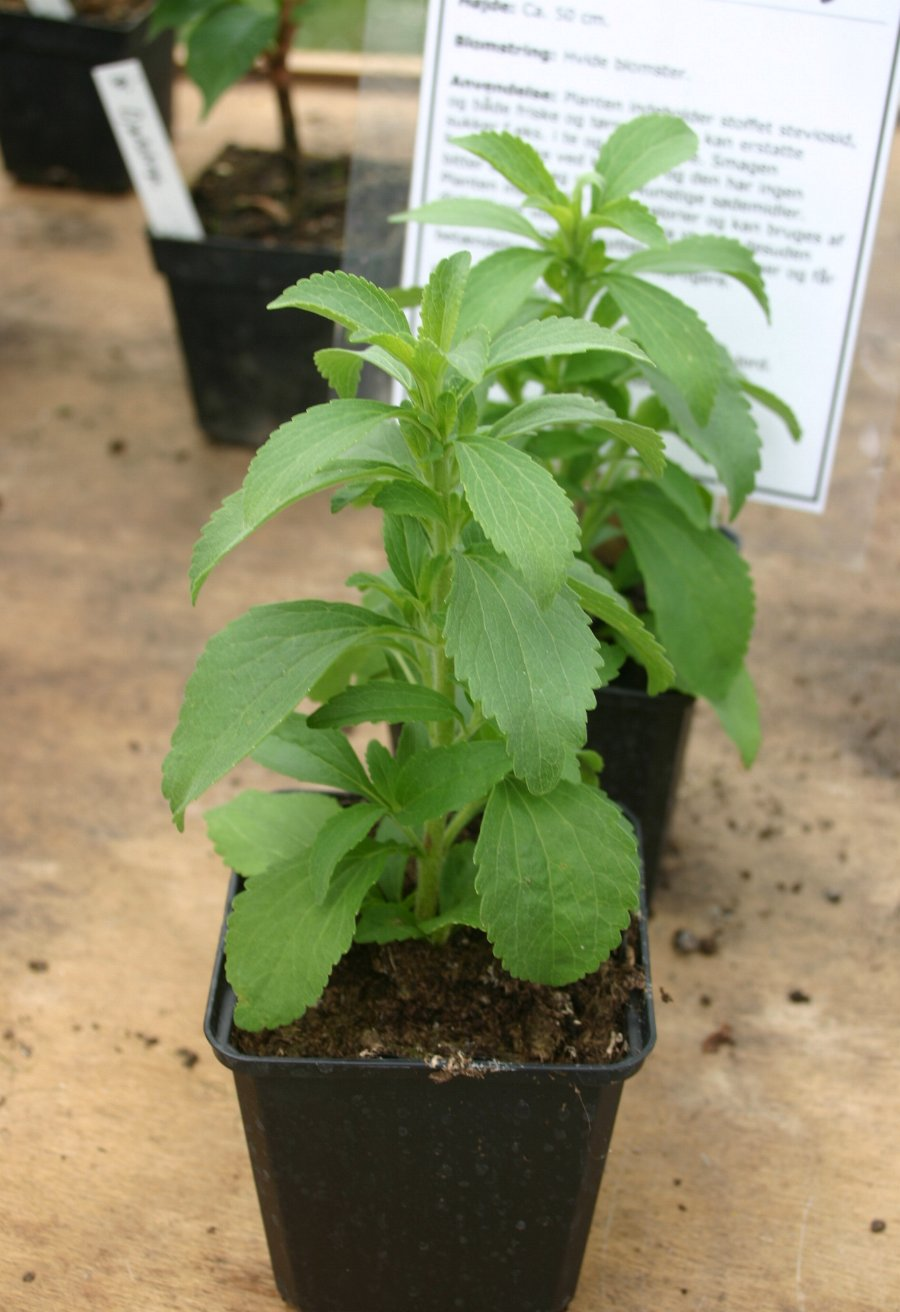
ستيفيا سكرية

## الوصف
ستيفيا سكرية هي عشبة معمرة يصل طولها إلى 2 قدم (0.61 م). تتميز بأزهار بيضاء ذات حواف أرجوانية فاتحة، لكنها عديمة الرائحة. ينتج النبات ثمارًا بشكل مغزلي ومضلّع. تُفضل ستيفيا التربة الرملية.

### الكيمياء
في عام 1931، عزل الكيميائيان الفرنسيان م. بريدل ور. لافيل الغليكوسيدات ستيفيوسيد وريبيوديوسيد التي تمنح الأوراق طعمها الحلو. ونُشرت البنية الدقيقة للجزء السكري ستيفيول وغليكوسيدته في عام 1955.
| المكون                     | قوة التحلية |
| -------------------------- | ----------- |
| ستيفيوسيد                  | 250-300     |
| ريبوديوزيد أ               | 250-450     |
| ريبوديوزيد ب               | 300-350     |
| ريبوديوزيد ج (دولكوسايد ب) | 50-120      |
| ريبوديوزيد د               | 25-400      |
| ريبوديوسيد أي              | 150-300     |
| روبوسوسايد                 | 114         |
| دولكوسايد أ                | 50-120      |
| ستيفيولبيوسايد             | 100-125     |

### التركيبة
تحتوي أوراق ستيفيا على  6.2 % بروتين 5.6 نسبة الدهون 52.8 % كربوهيدرات 15 % ستيفيوسيد وحوالي 42 نسبة المادة القابلة للذوبان في الماء.

## الزراعة

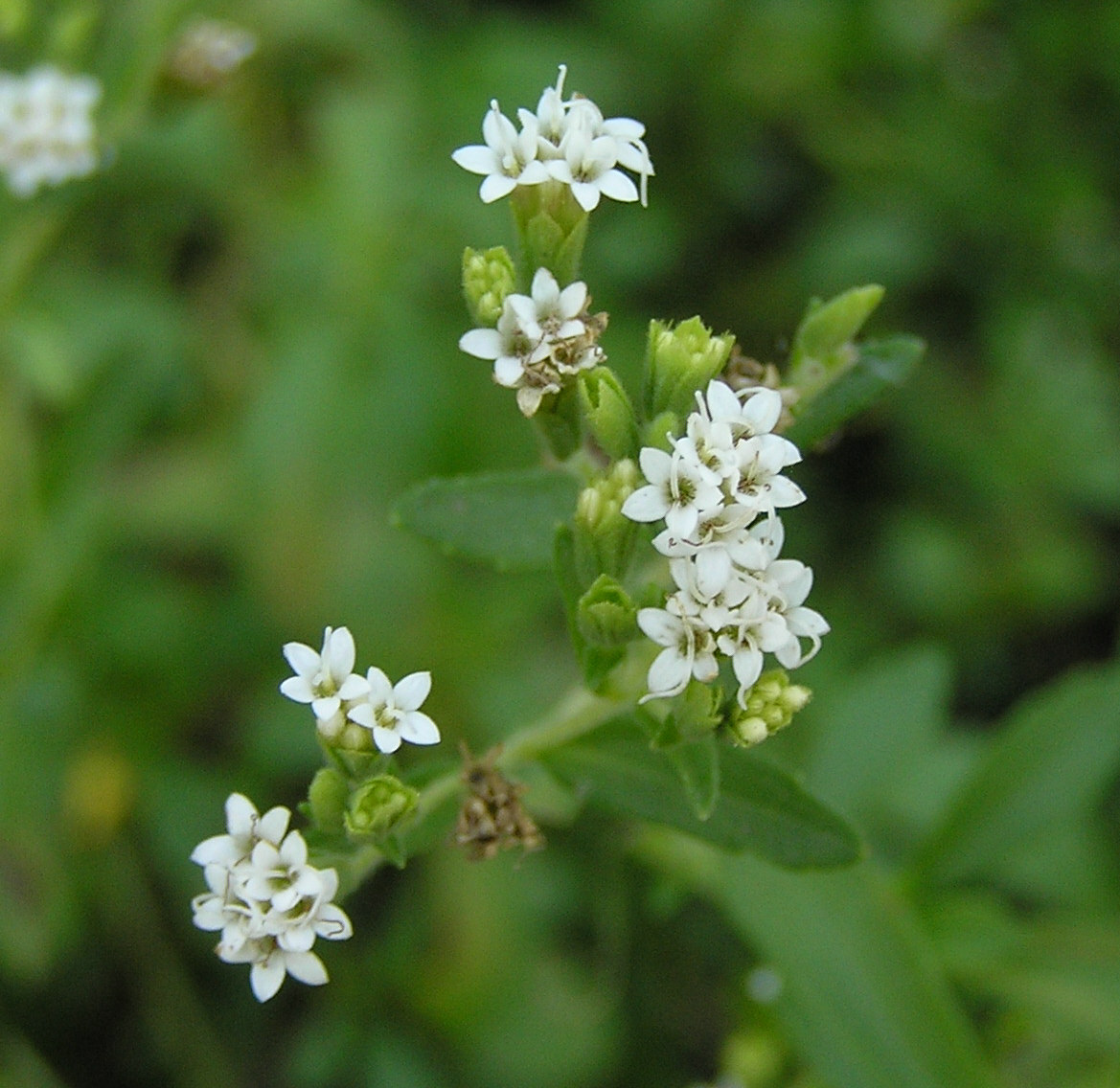
الزهور، معرض رويال فلورا راتشافرويك للبستنة، تايلاند

بدءًا من ستينيات القرن الماضي،  امتدت الزراعة التجارية إلى اليابان وجنوب شرق آسيا والولايات المتحدة، وكذلك في المناطق المدارية المعتدلة مثل التلال في نيبال أو الهند. يفضل النبات الظروف الدافئة والرطبة والمشمسة.
في أوائل السبعينيات، بدأ اليابانيون في زراعة النبات وإنتاج مستخلصات لتحل محل المحليات الاصطناعية، مثل السيكلامات أو السكرين. استخدم السائل المستخرج من الأوراق والستيفيوسيد المنقى كمحليات وسُوق في اليابان منذ عام 1971. حيث مثلت 40 % من سوق التحلية في عام 2005 في هذا البلد الذي يعد أكبر مستهلك في العالم.
تُزرع ستيفيا وتُستهلك في عديد البلدان الآسيوية: الصين، كوريا، تايوان، تايلاند، ماليزيا، فيتنام.
نظرًا لعدم قدرة النبات على تحمل الصقيع خلال فصل الشتاء، تُستخدم الدفيئات لزراعة ستيفيا في أوروبا.
ستيفيا سكرية توجد في البرية ضمن مواطن شبه قاحلة تتراوح بين المراعي والمرتفعات الجبلية. تنتج البذور، لكن نسبة صغيرة فقط من البذور تنبت.
زُرعت ستيفيا سكرية على أساس تجريبي في أونتاريو، كندا، منذ عام 1987 لتحديد جدوى الزراعة التجارية. وضع باحثون من جامعة ديوك خطة إستراتيجية لمساعدة المزارعين والمصدرين في باراغواي على المنافسة في السوق العالمية للستيفيا.

## الاستخدامات

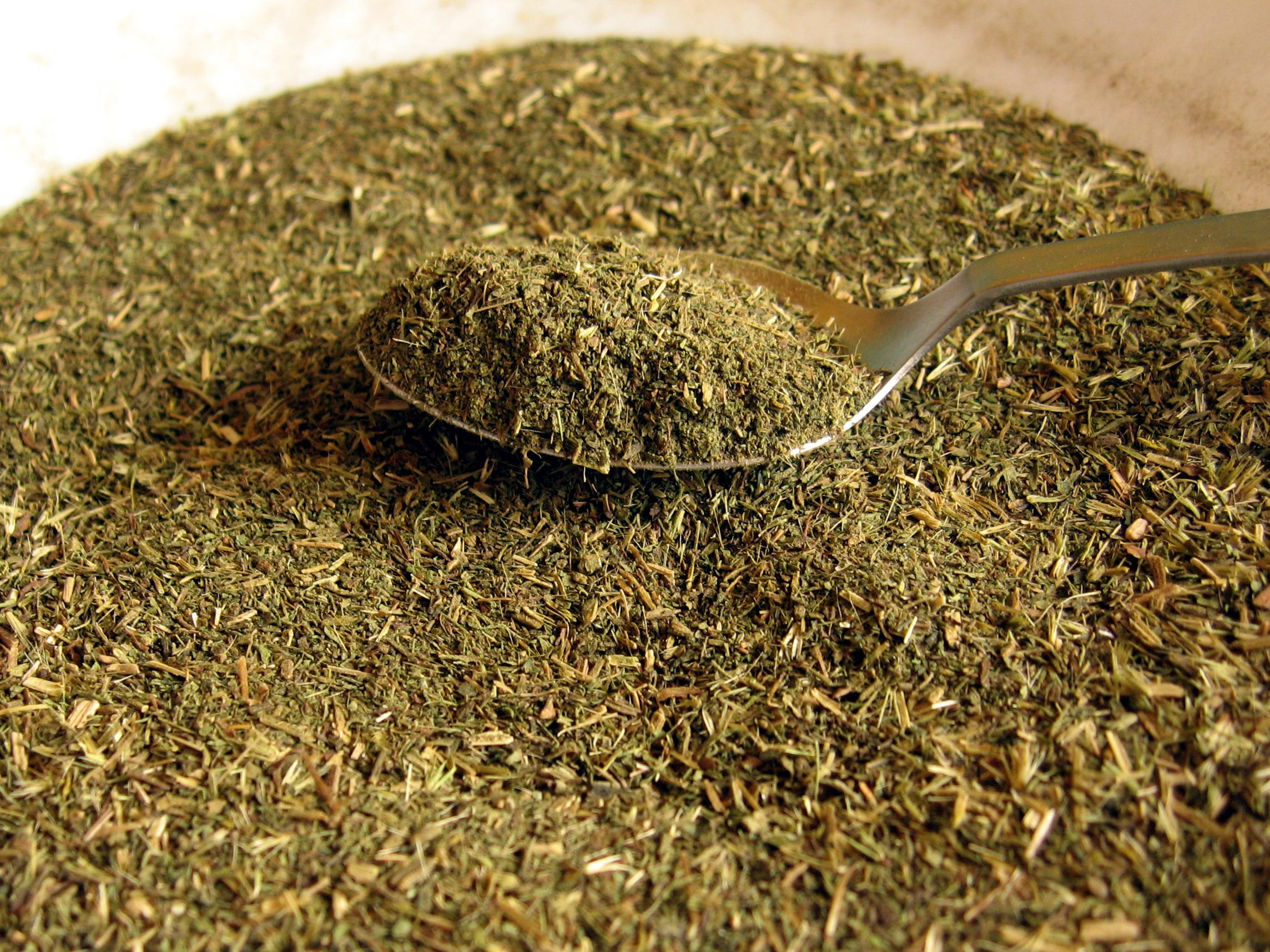
مسحوق أوراق هذا النوع

استخدم شعب الغواراني في البرازيل وباراغواي ستيفيا سكرية لعدة قرون مضت، حيث أطلقوا عليها اسم ka'a he'ẽ ("العشبة الحلوة") لتحلية شاي المتة المحلي، وكمُحَلٍّ طبيعي، وكدواء.
في عام 1899، وصف عالم النبات مويسيس سانتياغو بيرتوني النبات لأول مرة بأنه ينمو في شرق باراغواي، ولاحظ مذاقه الحلو.
عندما تُعالج مستخلصات أوراقها إلى مسحوق، تُستخدم ستيفيا بديلًا للسكر في معظم أنحاء العالم المتقدم.
بناءً على إعلان لجنة الخبراء المشتركة بين منظمة الأغذية والزراعة ومنظمة الصحة العالمية المعنية بالمواد المضافة إلى الأغذية [الإنجليزية] (JECFA)، حُدد الاستهلاك الآمن لـ غليكوسيد ستيفيول [الإنجليزية] للبشر بـ 4 ملغم/كغم من وزن الجسم يوميا. وقبلت أيضًا غليكوسيدات ستيفيول في الولايات المتحدة على أنها معترف بها عمومًا على أنها آمنة (GRAS).
لا تُعامل أوراق ستيفيا والمستخلصات الخام منها على أنها معترف عموما بأنها آمنة ولا يُسمح باستيرادها إلى الولايات المتحدة لاستخدامها كمُحليات.
داخل الاتحاد الأوروبي، قُدم طلب الترخيص للأوراق في عامي 1998 و2007. على أساس أنه غذاء جديد بالمعنى المقصود في اللائحة رقم 258/97 المتعلقة بالأغذية الجديدة والمكونات الغذائية الجديدة. أدى الطلب الذي يرجع تاريخه إلى عام 1998، والذي لم يُثبت بشكل كافٍ، إلى رفض التسويق. قدمت شركة موريتا كاجاكو كوجيو طلب ترخيص مستخلصات ستيفيا كمضافات غذائية في الأغذية في يناير 2007 وكارجيل في نوفمبر 2009. انهت الهيئة الأوروبية لسلامة الأغذية أخيرًا من تقييم ملف طلب الترخيص المقدم في عام 2007 في 14 أبريل 2010.
بعد رأي الهيئة الأوروبية لسلامة الأغذية، أدرجت المفوضية الأوروبية والدول الأعضاء مستخلصات ستيفيا التي قُيمت في ملحق اللائحة (المفوضية الأوروبية) رقم 1333/2008 الصادرة عن البرلمان الأوروبي والمجلس بتاريخ 16 ديسمبر 2008 بشأن المضافات الغذائية. ووافقت عليه المفوضية الأوروبية في عام 2011 لاستخدامه في الغذاء في الدول الأوروبية.

## التأثيرات الصحية
خلصت دراسة أجريت عام 1985 على ستيفيول، وهو منتج تحلل ستيفيوسيد وريباوديوزيدإلى أنه مسبب للطفرات في وجود مستخلصات كبد الفئران المعالجة مسبقًا بأروكلور 1254. ولكن لا يمكن إعادة إنتاج هذه النتائج، ولا تسمح البيانات من هذه الدراسة الأولى حتى بالتوصل إلى هذا الاستنتاج.
أسفرت الاختبارات الحديثة على الحيوانات عن نتائج مختلطة فيما يتعلق بالسمية والآثار الجانبية لمستخلص هذا النوع. وجدت بعض هذه الاختبارات تأثيرًا مطفرًا ضعيفًا،  والبعض الآخر لا يشكل أي خطر. وعلى الرغم من أن أحدث الدراسات تشير إلى أن استهلاكه آمن، إلا أن الوكالات الحكومية لا تستنتج أن هذا المنتج آمن.
في عام 2006، أجرت منظمة الصحة العالمية تقييمًا متعمقًا للتجارب الحيوانية والبشرية باستخدام الستيفيوسيد والستيفيول، وخلصت إلى أن «ستيفيوسيد وريباوديوزيد أ ليسا مسببين للطفرات (لا في المختبر ولا في الجسم الحي» وأن التأثيرات الطفرية للستيفيول التي لوحظت «في المختبر» لم تظهر «في الجسم الحي». كما لم يجد التقرير أي آثار مسرطنة. وأخيرا تبين أن " ستيفيوسيد هو عنصر نشط في المرضى الذين يعانون من ارتفاع ضغط الدم أو مرض السكري من النوع 2 "، ولكن هناك حاجة إلى مزيد من الدراسات لتحديد الجرعة المناسبة.
استخدم الملايين من اليابانيين مستخلصات ستيفيا لمدة ثلاثين عامًا دون أي آثار جانبية معروفة أو مُبلغ عنها. في الطب التقليدي، استخدمت أوراقها لعدة قرون في أمريكا الجنوبية وأُجريت الأبحاث لعدة سنوات في علاج مرض السكري من النوع 2.

## الملاحظات
1. ↑  بني اللون بشكل عام
2. ↑  بشكل أساسي ستيفيول وستيفيوسيدات وريبوديوسيدات
3. ↑  أبيض اللون بشكل عام
4. ↑  في % المادة الجافة
5. ↑  منطقة أسام
6. ↑  منذ 1984
7. ↑  من قبل جمعية يوستاس - رابطة ستيفيا الأوروبية
8. ↑  أول شركة يابانية قامت بتسويقها في عام 1971
9. ↑  اثنان من الجليكوسيدات الموجودة في أوراقه